# Adam Ostrowski (prawnik)

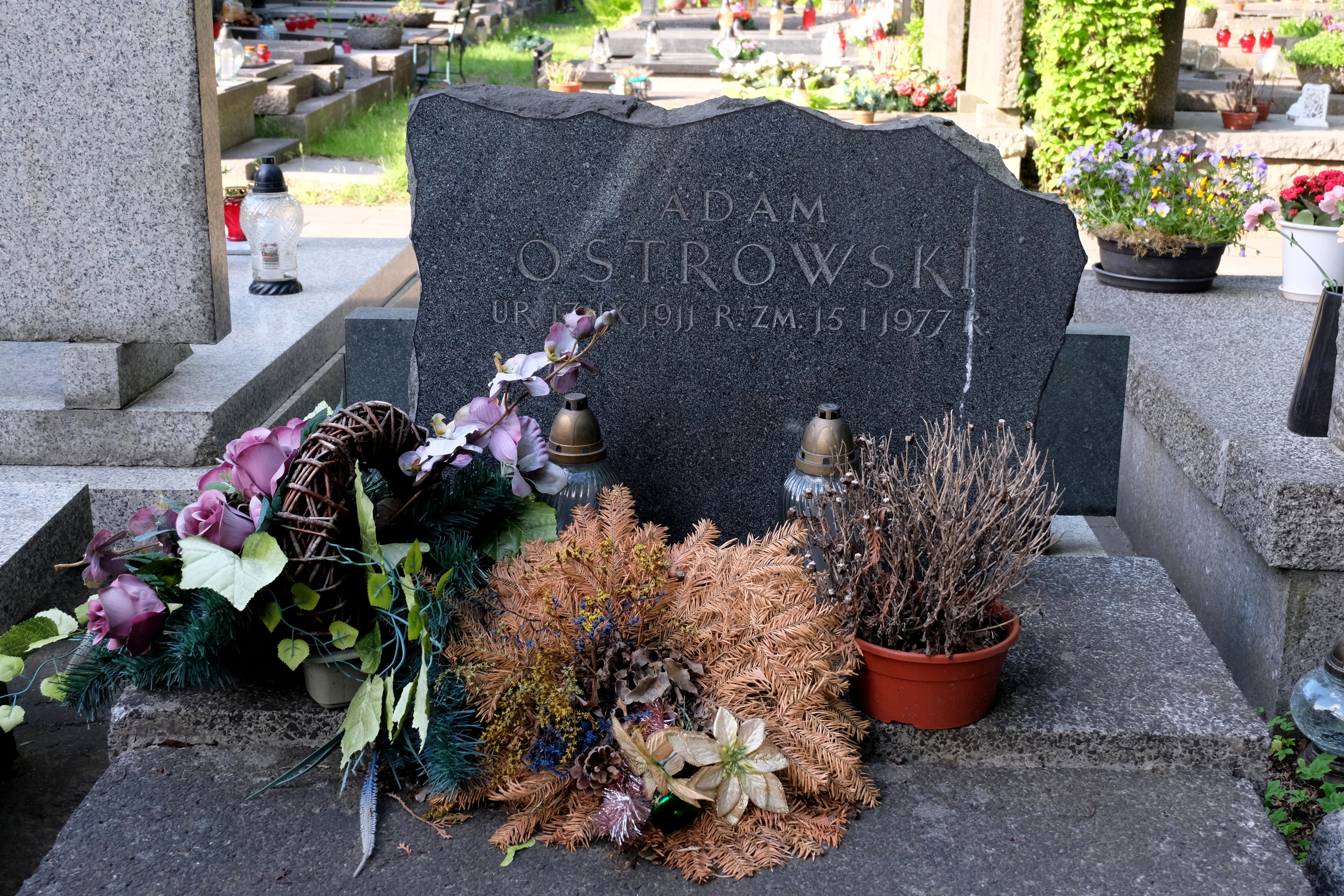
Grób Adama Ostrowskiego na cmentarzu Wojskowym na Powązkach w Warszawie

Adam Ostrowski (ur. 17 września 1911 we Lwowie, zm. 15 stycznia 1977 w Warszawie) – polski prawnik, w czasie II wojny światowej Okręgowy Delegat Rządu we Lwowie, po wojnie ambasador w Sztokholmie i Rzymie.

## Życiorys
Ukończył gimnazjum we Lwowie i Wydział Prawa na Uniwersytecie Jana Kazimierza (1933), po czym pracował jako asystent w Katedrze Teorii Prawa UJK i do 1938 jako pełnomocnik do spraw młodzieży rektora UJK, Stanisława Kulczyńskiego. 
Podczas pierwszej okupacji sowieckiej Lwowa (1939–1941) z powodu publicznego protestu przeciw ukrainizacji Uniwersytetu Lwowskiego musiał odejść z uczelni i do końca okupacji sowieckiej 1941 pracował w wydawnictwie. W 1943 wstąpił do PPS. Był kierownikiem konspiracyjnej Walki Cywilnej we Lwowie, zaś od 15 marca 1944 Okręgowym delegatem Rządu we Lwowie. Kierował akcją propagandowego przeciwdziałania ewakuacji Polaków ze Lwowa i okolic, rozpoczętej przez Niemców. Po ponownym zajęciu Lwowa przez Sowietów, został 31 sierpnia 1944 aresztowany przez NKWD. Po aresztowaniu poszedł na pełną współpracę z NKWD, wskutek czego jego podwładni zostali aresztowani i skazani na wyroki do 20 lat łagru. Fakt podjęcia współpracy może tłumaczyć jego dalszą karierę w PRL. Po zwolnieniu został 31 grudnia 1944 dokooptowany na wniosek Polskiej Partii Socjalistycznej do Krajowej Rady Narodowej. 21 stycznia 1945 został mianowany zastępcą kierownika resortu administracji publicznej PKWN, w lutym 1945 wojewodą krakowskim, po kilku miesiącach ambasadorem w Szwecji, zaś w 1948 ambasadorem w Rzymie. Od 1950 pracował w Komitecie do spraw Radiofonii, od 1954 do 1967 był dyrektorem Państwowego Instytutu Wydawniczego. Od 1957 był prezesem Polskiego Towarzystwa Wydawców Książek.
Zmarł w Warszawie, pochowany na cmentarzu Powązki Wojskowe (kwatera B35-2-9).

## Ordery i odznaczenia
- Order Sztandaru Pracy II klasy (1964)[6]
- Krzyż Komandorski Orderu Odrodzenia Polski (1945)[7]
- Odznaka honorowa „Za Zasługi dla Warszawy” (1965)[4]